# Killian K. Van Rensselaer

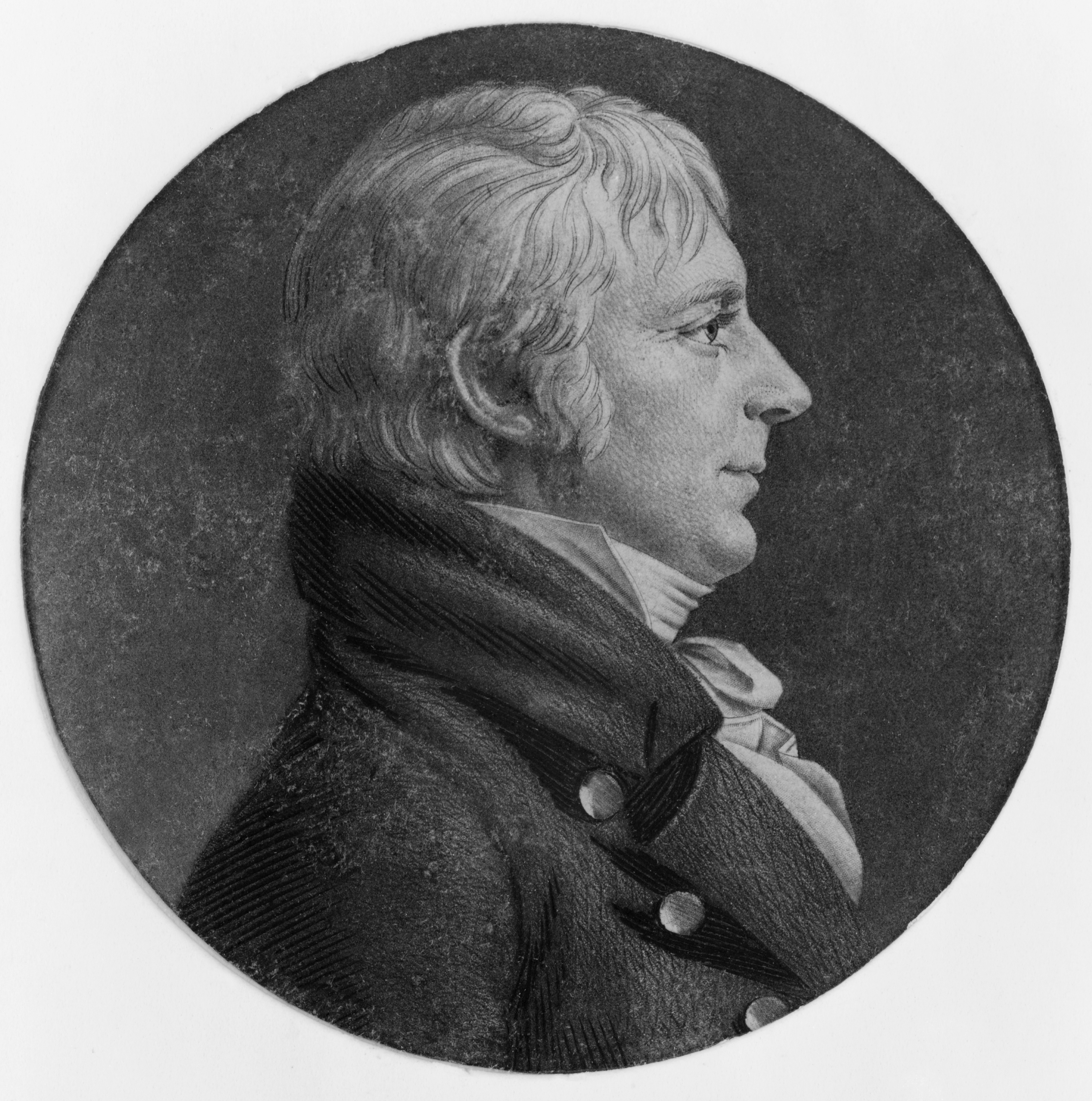
Stich von Killian K. Van Rensselaer

Killian Killian Van Rensselaer (* 9. Juni 1763 in Greenbush, Provinz New York; † 18. Juni 1845 in Albany, New York) war ein britisch-amerikanischer Jurist und Politiker. Zwischen 1801 und 1811 vertrat er den Bundesstaat New York im US-Repräsentantenhaus.

## Werdegang
Killian Killian Van Rensselaer wuchs während der britischen Kolonialzeit auf, studierte und schloss sein Vorstudium ab. Danach besuchte er das Yale College. Er studierte Jura. Seine Zulassung als Anwalt erhielt er 1784 und begann dann in Claverack zu praktizieren. Er war der Privatsekretär von General Philip Schuyler. Politisch gehörte er der Föderalistischen Partei an.
Bei den Kongresswahlen des Jahres 1800 wurde Van Rensselaer im achten Wahlbezirk von New York in das US-Repräsentantenhaus in Washington, D.C. gewählt, wo er am 4. März 1801 die Nachfolge von Henry Glen antrat. Im Jahr 1802 kandidierte er dann im neunten Wahlbezirk von New York für einen Kongresssitz. Nach einer erfolgreichen Wahl trat er am 4. März 1803 die Nachfolge von Benjamin Walker an. Er wurde zwei Mal in Folge wiedergewählt. Danach wählte man ihn 1808 im siebten Wahlbezirk von New York in das US-Repräsentantenhaus, wo er am 4. März 1809 die Nachfolge von Barent Gardenier antrat. Er schied nach dem 3. März 1811 aus dem Kongress aus.
Nach seiner Kongresszeit war er wieder als Anwalt tätig. Er verstarb am 18. Juni 1845 in Albany und wurde dann auf einen Privatfriedhof in Greenbush beigesetzt. Der Kongressabgeordnete Jeremiah Van Rensselaer (1738–1810) war sein Cousin und der Kongressabgeordnete Solomon Van Vechten Van Rensselaer (1774–1852) sein Neffe.